# Povijest Surinama
Povijest Surinama datira od 3000 godine pr. Kr. kada su prvi Indijanci naselili ovo područje. Današnji Surinam je dom mnogim različitim autohtonim kulturama. Najveća nomadska plemena su Arawaki i Caribi. Arawaksi su bili prvi stanovnici Surinama a kasnije su došli Caribsi, pokorivši Arawakse koristeći svoje jedrenjake.  Manje skupine autohtonog stanovništva živjele su u prašumi u unutrašnjosti, kao što su narodi Akuriyó, Tiriyó, Warrau i Oyana.
Prvi Europljani koji su došli na područje Surinama bili su nizozemski trgovci. Prvi pokušaji da se nasele imali su engleski doseljenici 1630. godine. Oni su pokušali uzgajati duhan, ali pothvat im nije uspio iz financijskih razloga.
Guverner Barbadosa Lord Willoughby je vlastitim novcem 1650. godine opremio brod s 20 topova te dva manja plovila sa stvarima potrebnim za opremanje plantaža. Sedam nizozemskih brodova (iz Zeeland regije), pod vodstvom Abrahama Crijnssena 26. veljače 1667. napalo je englesko naselje Fort Willoughby, nakon trosatne borbe Nizozemci su pobijedili i preimenovali naselje u Fort Zeelandia. Od 1667. godine počinje razdoblje u kojem je Surinam bio pod utjecajem Nizozemske. Za rad na plantažama dovedeno je na tisuće robova prvo iz Afrike, a kasnije iz  Nizozemske istočne Indije.
Godine 1973., nizozemska vlada započela je pregovore o neovisnosti s lokalnim vlastima, na čelu sa strankom NPK. Neovisnost je dodijeljena 25. studenog 1975. godine. Nizozemci su pokrenuli program pomoći u vrijednosti od 1,5 milijardi američkih dolara kako bi trajati do 1985. Prvi predsjednik države bio Johan Ferrier, a premijer Henck Arron. Otprilike trećina stanovništva emigrirala je u Nizozemsku, bojeći se da nova država neće opstati.
Godine 1980. Henck Arron je svrgnut vojnim udarom pod vodstvom narednik - bojnika Desia Boutersea. Nizozemci su u početku prihvatili novu vladu, međutim, odnosi između Surinama i Nizozemske su narušeni kada je vojska ubila 15 pripadnika političke oporbe, 8. prosinca 1982. Nizozemska i SAD su uskratili svoju pomoć u znak protesta.
Godine 1985. ukinuta je zabrana oporbenih stranaka, a započeo je i rad na izradi novog ustava. Sljedeće godine, narod Maroni je digaoo pobunu, koju je vlada brutalno pokušala ugušiti, mnogo Marona je izbjeglo u Francusku Gvajanu.

## Vanjske poveznice
- Američki State Department Pozadina bilješka: Surinam
- Povijest Surinama
- Karta iz 1600. godine područja danas poznatog kao Surinam